# Melanocharis
Genre
Melanocharis est un genre de passereaux de la famille des mélanocharitidés.

## Liste des espèces
D'après la classification de référence (version 2.2, 2009) du Congrès ornithologique international (ordre phylogénique) :
- Melanocharis arfakiana – Piquebaie obscur
- Melanocharis nigra – Piquebaie noir
- Melanocharis longicauda – Piquebaie à longue queue
- Melanocharis versteri – Piquebaie éventail
- Melanocharis striativentris – Piquebaie strié